# سنگ نمک

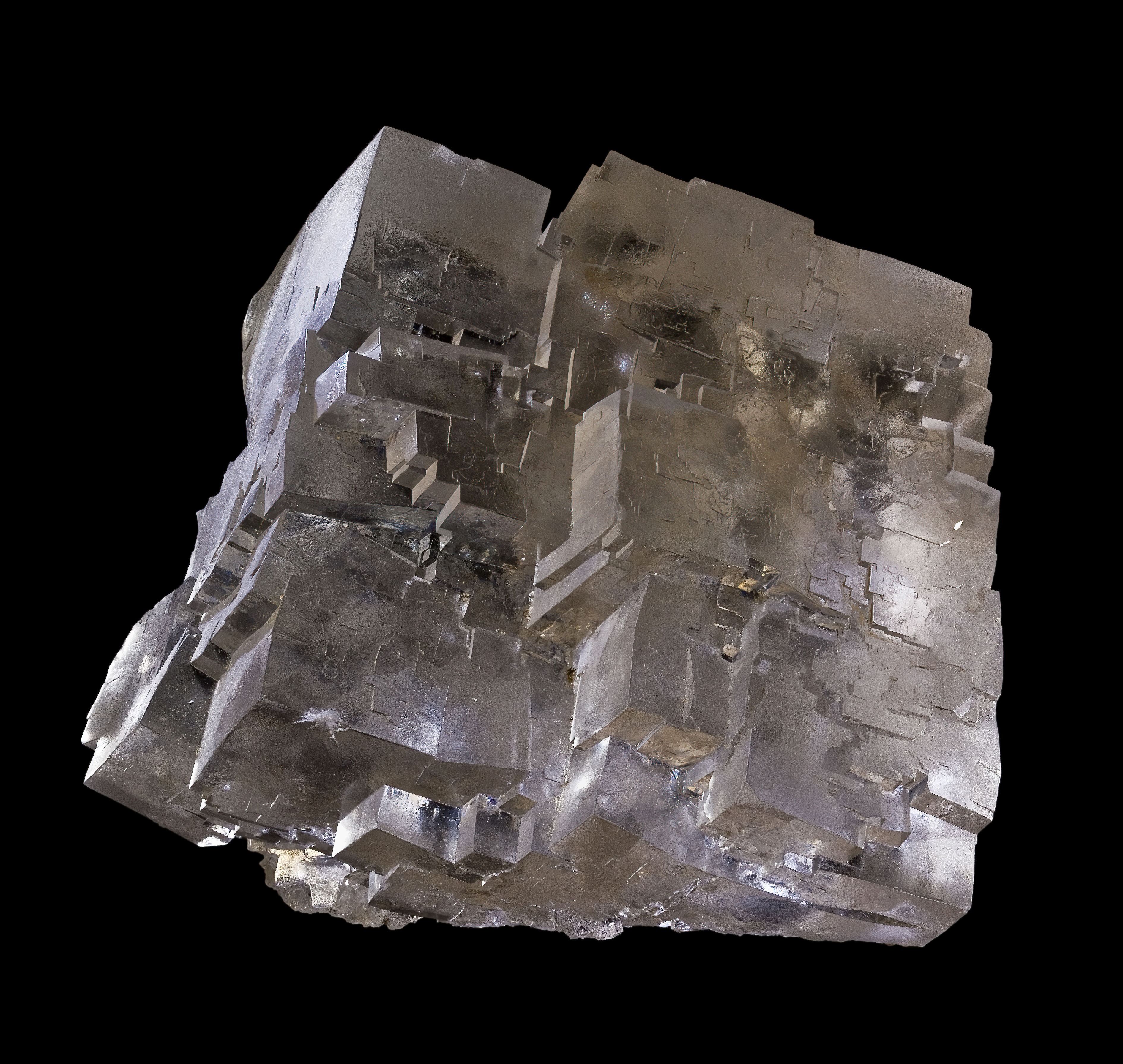
بلور طبیعی هالیت

سنگ نمک کانی سدیم کلرید (بaCl) است که با نام هالیت یا کلرید سدیم طبیعی نیز شناخته می‌شود.
با ورود ناخالصی به بلور هالیت، این کانی به رنگ‌های گوناگون در می‌آید مثلاً با ورود عناصر اورانیوم و کربن به رنگ سیاه در می‌آید. این کانی به همراه سیلویت یا نمک تلخ در محیط‌های تبخیری و گرم و خشک یافت می‌شود. مزه شور و جلای شیشه‌ای و سختی کم این کانی باعث شده‌است تا به‌راحتی میان گروهی از کانی‌های مشابه خود، تشخیص داده شود.

## نگارخانه

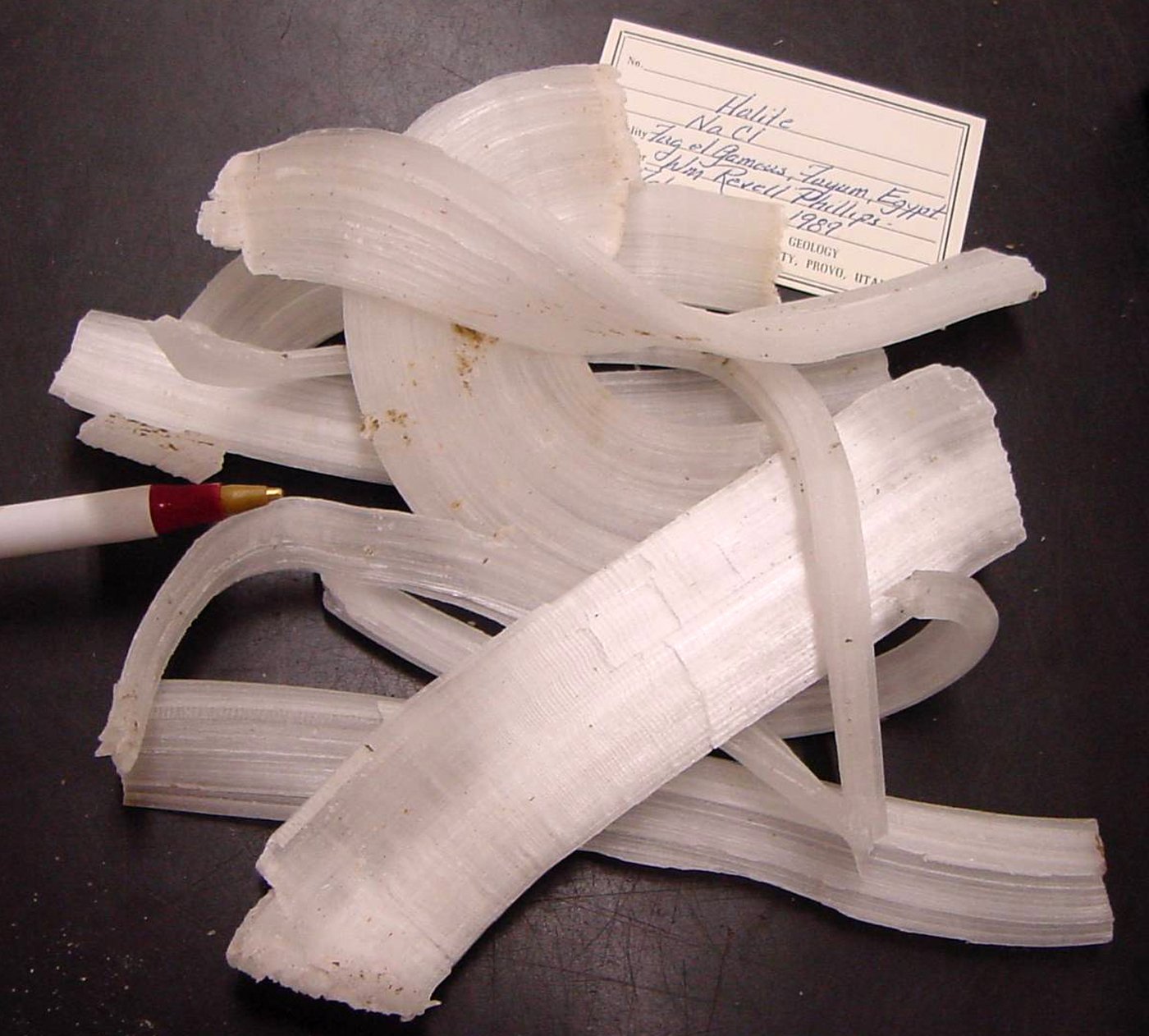
بلورهای سنگ نمک نامتعارف، پیدا شده در مصر
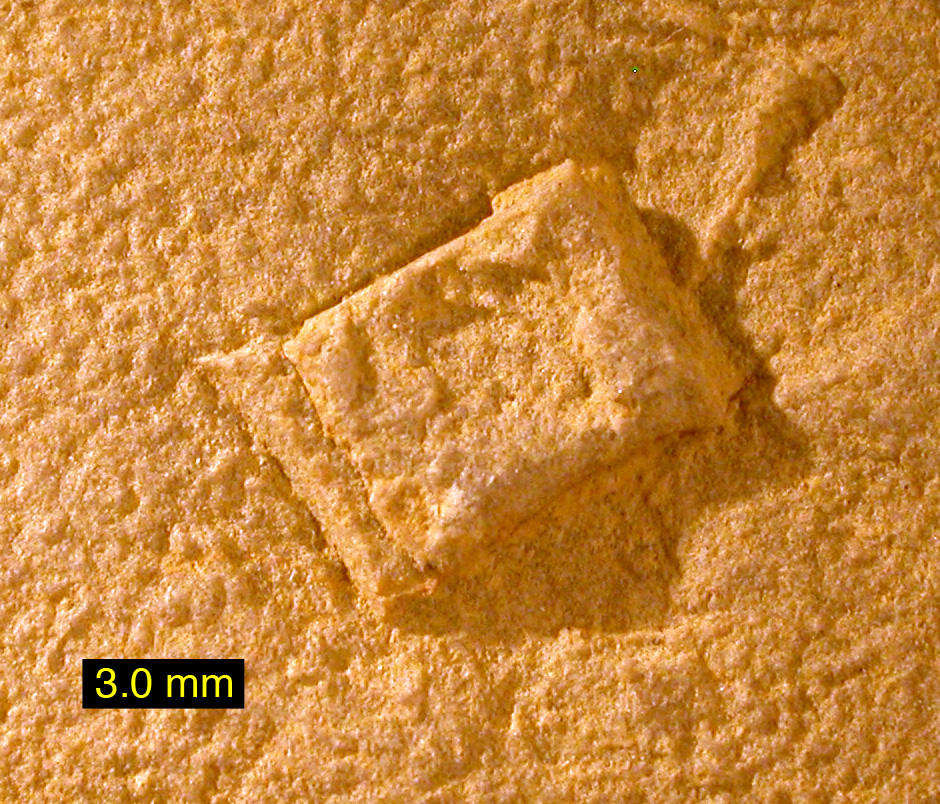
Hopper crystal cast of halite in a Jurassic rock, Carmel Formation, Utah
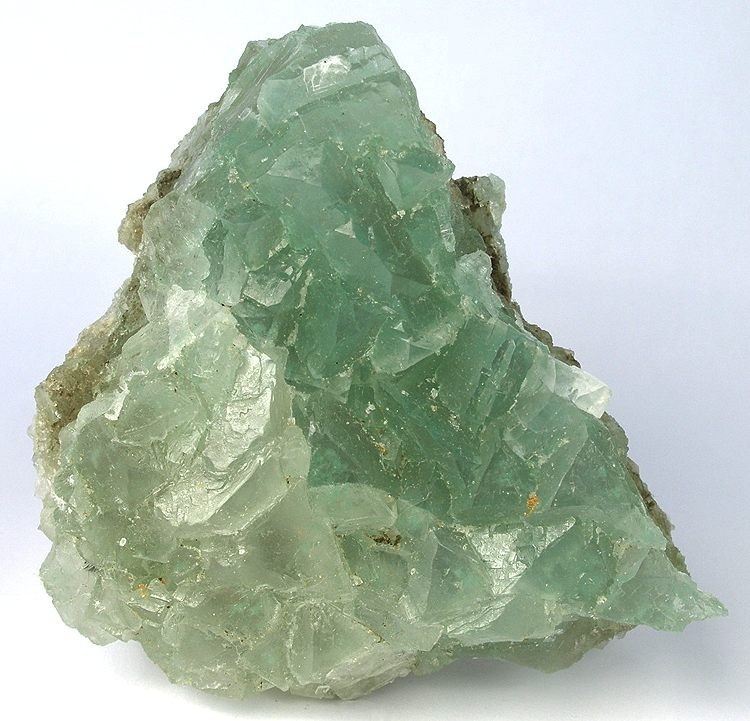
بلورهای سنگ نمک سبز رنگ با لبه‌های تیز که حاوی ناخالصی مالاکیت است.
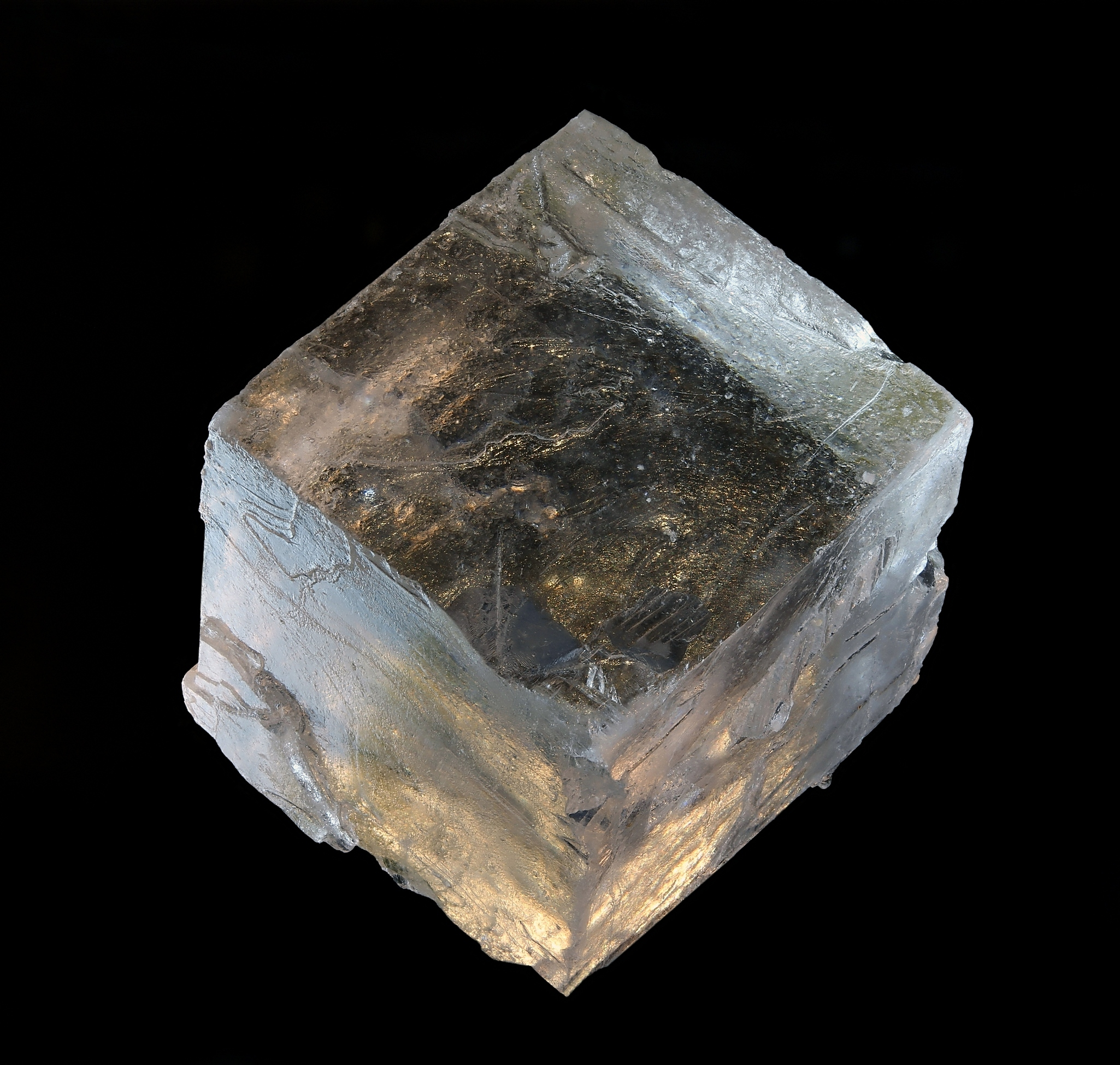
بلور سنگ نمک بزرگ
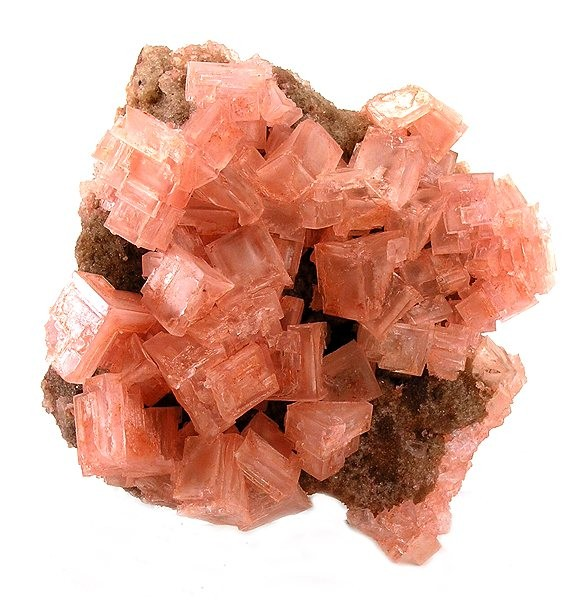
سنگ نمک صورتی رنگ با میزان اندکی ناخالصی ناکولیت
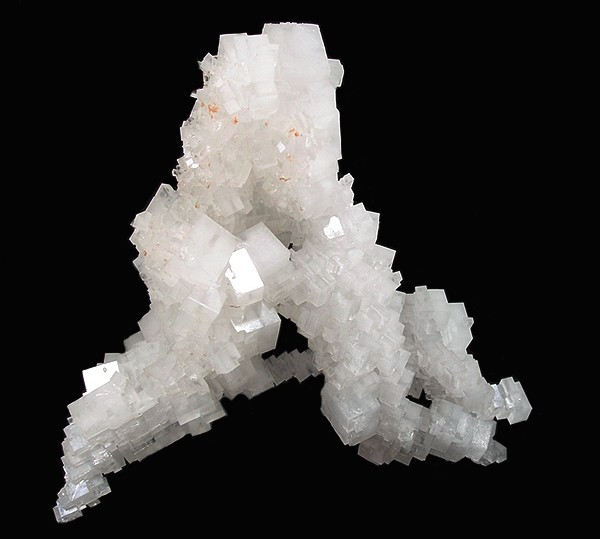
سنگ نمک
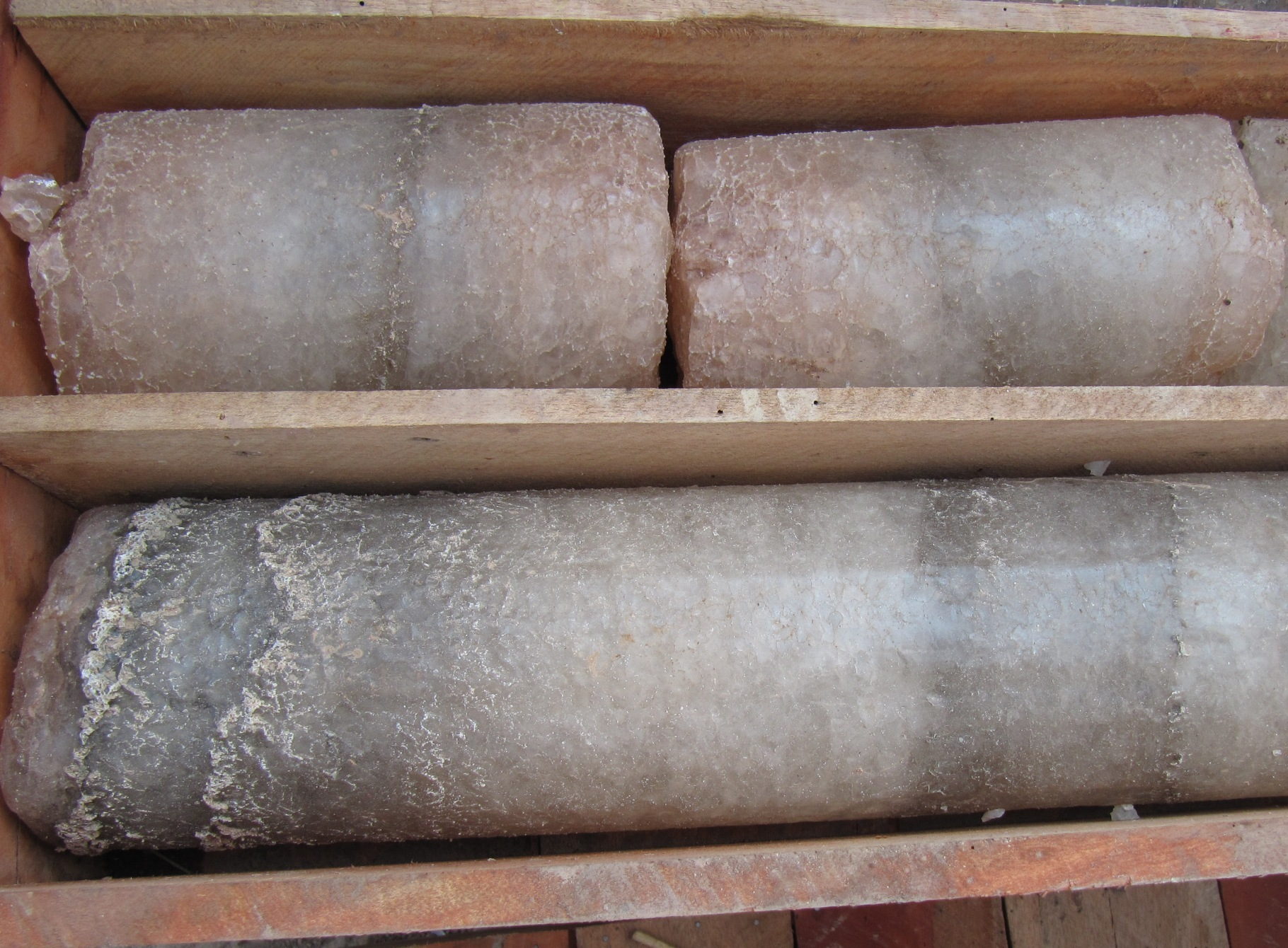
نمونه‌هایی گرفته شده از عمق سنگ نمک، در لائوس

## پانو'jیس
1. ↑  کانی‌های جهان، نوشته چارلز سورل، ترجمه: دکتر محموnhgد بهزاد